# Ботширка (община)
Ботширка (на шведски: Botkyrka kommun) е община в лен Стокхолм, недалеч от столицата Стокхолм. Територията на която се разполага общината е 210 km2. Седалището на общината е разположено в Тумба.

## История
През 1971 година общината Грьодинге се присъединява към Ботширка, а през 1974 и Салем. Но през 1983 година Салем отново се обособява в община Салем.
Името на община Ботширка (в превод корабна църква) идва от християнския мисионер от 12 век Свети Ботвид, който е изобразен на герба на общината. За средновековната християнска история на общината напомня и каменната църква Ботширка.

## Характеристика
Ботширка, и в частност северната ѝ част, е в първите места в Швеция по брой имигранти първо и второ поколение. Почти половината от жителите имат поне един родител, роден в друга държава. В някои региони, като Фитя, 64,5% от жителите спадат към тази група, от които 25,7% са с чуждо гражданство. Атмосфера на мултикултурализъм придават например сирийската православна църква в Халунда и турската сунитска джамия във Фитя.
Населението на общината подкрепя предимно социалдемократите. Има и местна партия, наречена Botkyrkapartiet (Партия на Ботширка), която първоначално е била сформирана с цел да се бори против превръщането на летището Ф18 в Тулинге в търговско летище през 1980-те.
Местният седмичник се нарича „Mitt i Botkyrka“ и се доставя безплатно на всичките ѝ жители. Шведската рап група „The Latin Kings“ пее за живота в общината в няколко от своите песни.

## Околия
- Фитя
- Алби
- Халунда
- Нушбори
- Ериксбери
- Тумба
- Тулинге
- Ворща